# Bisdom Saint Paul in Alberta
Het bisdom Saint Paul in Alberta (Latijn: Dioecesis Sancti Pauli in Alberta) is een rooms-katholiek bisdom met als zetel St. Paul, in Canada. Het bisdom is suffragaan aan het aartsbisdom Edmonton.

## Geschiedenis
Het bisdom werd opgericht op 17 juli 1948, uit delen van het aartsbisdom Edmonton. 

## Parochies
Het bisdom had in 2020 een oppervlakte van 226.716 km2 en telde 250.542 inwoners waarvan 43,3% rooms-katholiek was.

## Bisschoppen
- Maurice Baudoux (7 augustus 1948 - 4 maart 1952)
- Philippe Lussier (16 juni 1952 - 17 augustus 1968)
- Édouard Gagnon (19 februari 1969 - 3 mei 1972)
- Raymond Roy (3 mei 1972 - 30 juni 1997)
- Thomas Christopher Collins (30 juni 1997 - 18 februari 1999; coadjutor sinds 25 maart 1997, apostolisch administrator 15 maart 2001 - 9 november 2001; later kardinaal)
- Joseph-Luc-André Bouchard (8 september 2001 - 2 februari 2012)
- Paul Terrio (18 oktober 2012 - 15 september 2022)
- Gary Anthony Franken (15 september 2022 - heden)

Edmonton (aartsbisdom) · Calgary · Saint Paul in Alberta